# 해동용궁사
해동용궁사(海東龍宮寺)는 부산광역시 기장군 기장읍 시랑리에 있는 절이다. 바다와 가장 가까운 사찰로 알려져 있고, 대한민국의 관음성지(觀音聖地)의 하나다. 이전에는 개인 소유 사찰이었다가 2021년에 대한불교 조계종 제19교구 본사 화엄사의 말사로 등록되었다.

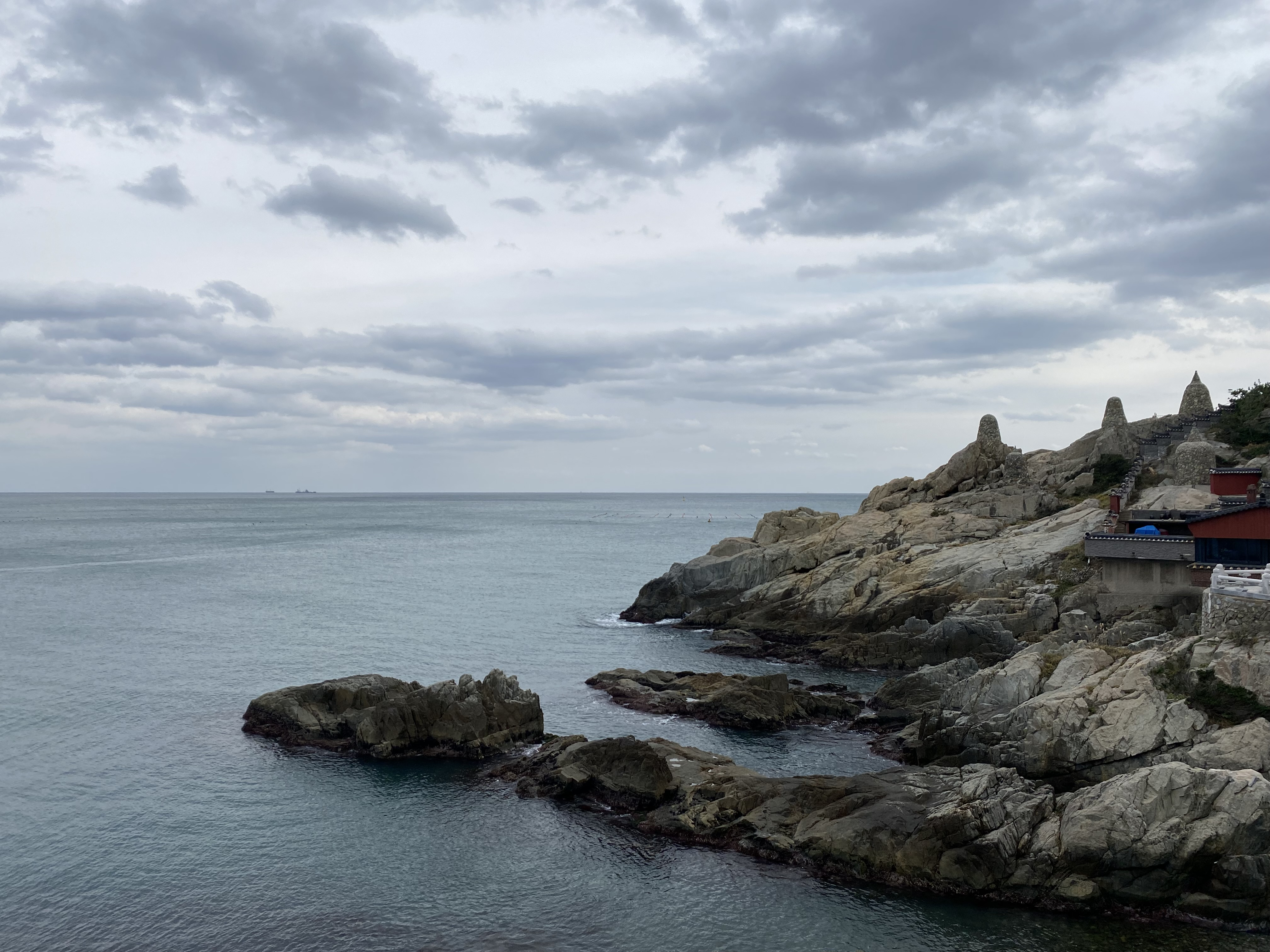
해동용궁사오르는 길에서 보이는 바다

절측에서는 1376년 나옹화상 혜근이 창건한 사찰이라 주장하지만 실상 1970년대 신축된 신생 사찰에 불과하다. 원래 절이 있던 곳은 깨를 심거나 소를 먹이던 빈터였다. 나옹 혜근이 세웠다는 둥의 소리는 절측에서 신도 확보를 위해 지어낸 것으로 보인다.

## 같이 보기
- 한국의 사찰
- 보리암(남해군)